# Balosave (Nikšić)
Pour les articles homonymes, voir Balosave.
Balosave (en serbe cyrillique: Балосаве) est un village de l'ouest du Monténégro, dans la municipalité de Nikšić.

## Démographie

### Évolution historique de la population
| 1948 | 1953 | 1961 | 1971 | 1981 | 1991 | 2003 |
| ---- | ---- | ---- | ---- | ---- | ---- | ---- |
| 153  | 169  | 135  | 127  | 106  | 63   | 42   |